# Пугач Ольга Віталіївна
Ольга Віталіївна Пугач (нар.13 січня 1944, м. Валки Харківської обл.) — український видавець, журналіст, громадська діячка. Голова Київського міського об'єднання ВУТ «Просвіта» ім. Тараса Шевченка (2005—2009), член Національної спілки журналістів України (з 2018).

## Біографічні відомості
Народилася під час війни в 1944 р. у родині військовослужбовців, учасників бойових дій Другої світової. Батько Петльований Віталій Іванович (1914—1989), українець, родом з Вінниці, 18 років перебував на службі в армії, звільнився в запас за станом здоров'я у 1952 р., тоді ж родина переїхала до Києва. Український письменник, журналіст. Мати Петльована (Яготина) Ольга Іванівна (1922 р.н.), українка, родом з Кіровоградщини, за освітою медик.
У 1961 р. закінчила київську середню школу № 16 та вступила на фізичний факультет Київського державного університету, який успішно закінчила у 1966 р.
Біля п'ятдесяти років життя пов'язані з Київським політехнічним інститутом. Курсова і дипломна роботи, захищені на кафедрі оптики фізичного факультету КДУ, були виконані у 1964—1966 рр. у співдружності з КПІ — кріогенною лабораторією та проблемною лабораторією напівпровідників.
З 1966-го року, після закінчення університету, на інженерній та науковій роботі в проблемній лабораторії напівпровідників КПІ. Піонерськими досягненнями того періоду були фізичні дослідження спектрів випромінювання напівпровідників за наднизьких температур зрідженого гелію, що знайшло відбиток у наукових публікаціях та доповідях на наукових конференціях.
У 1975—2012 рр. — на викладацькій роботі на кафедрі загальної фізики КПІ — асистент, старший викладач.
З 2003 — видавець.

## Громадська діяльність
У радянський час була в активі Всесоюзної громадської організації «Комітет захисту миру». За сприяння цієї організації виставки малюнків дітей співробітників КПІ експонувалися у США, Швеції, Японії.
З 1989 року — у громадській організації «Товариство української мови», з 1995 — у Всеукраїнському товаристві «Просвіта» ім. Т. Шевченка, голова об'єднання осередків ВУТ «Просвіти» НТУУ КПІ.
У 1990 р. була висунута кандидатом у депутати Міської Ради м. Києва по Індустріальному виборчому округу від демократичного блоку.
2005—2009 рр. — член Головної Ради ВУТ «Просвіта», голова Київського міського об'єднання ВУТ «Просвіта» ім. Т.Шевченка. З 2005 — координатор роботи сайту ВУТ «Просвіта» ім. Т. Шевченка.
2008—2012 — помічник-консультант народного депутата України Павла Мовчана, 2014—2015 — Олега Ляшка.
Член Національної спілки журналістів України (2018).

## Творчість
Автор трьох десятків наукових статей і методичних розробок. Займалась перекладацькою роботою. Ініціювала та брала безпосередню участь у перекладі та виданні значної кількості методичної літератури з фізики.
Автор книги:
- Пугач О. Несподіваний Бунін / Неожиданный Бунин / Unexpected Bunin. — Strelbytskyy Multimedia Publishing, 2020. — Електронна книга. — (Бібліотека газети «Культура і життя»; кн. 5).

Співавтор книг:
- «Опис козацької України 1649 року» (К.: ВЦ «Просвіта», 2004);
- «Усмішка Віталія Петльованого» (2005);
- «Пам'яті М. В. Білоуса» (2011);
- «Репер Нобеля» (Серія "Бібліотека газети «Культура і життя», 2018).

Автор публіцистичних статей у газетах: «Київський політехнік», «Слово Просвіти», «Літературна Україна», «Культура і життя» та ін.

## Нагороди
Заохочувалась Подяками різних рівнів і нагородами, найзначнішими з яких є: медаль «1500-річчя Києва»; Почесна Відзнака Вченої Ради НТУУ "КПІ" у зв'язку зі 100-річчям КПІ (1998); Подяка Голови Київської Міської державної адміністрації (2000); Подяка Солом'янської районної в м. Києві державної адміністрації (2001 р.); медаль «Будівничий України» (2003 р.) ВУТ «Просвіта» ім. Т. Шевченка, Подяка Голови Київської Міської державної адміністрації (2006) за вагомий особистий внесок у розвиток національної культури, мови і писемності та високий професіоналізм, нагрудний знак «За наукові досягнення» Міністерства освіти і науки України (2008).

## Сім'я
Має двох синів. Ярослав Валерійович Пугач — фізик, адміністратор сайту Мультиплекс-холдингу, Антон Валерійович Пугач — режисер, журналіст, менеджер, гендиректор Мультиплекс-холдингу, голова наглядової ради компанії. Онуки — Вероніка, Аліса, Тихон та Ілля.